# Presidentsverkiezingen in Mali (2018)
| Stemverhoudingen in % |
| --------------------- |
|                       |

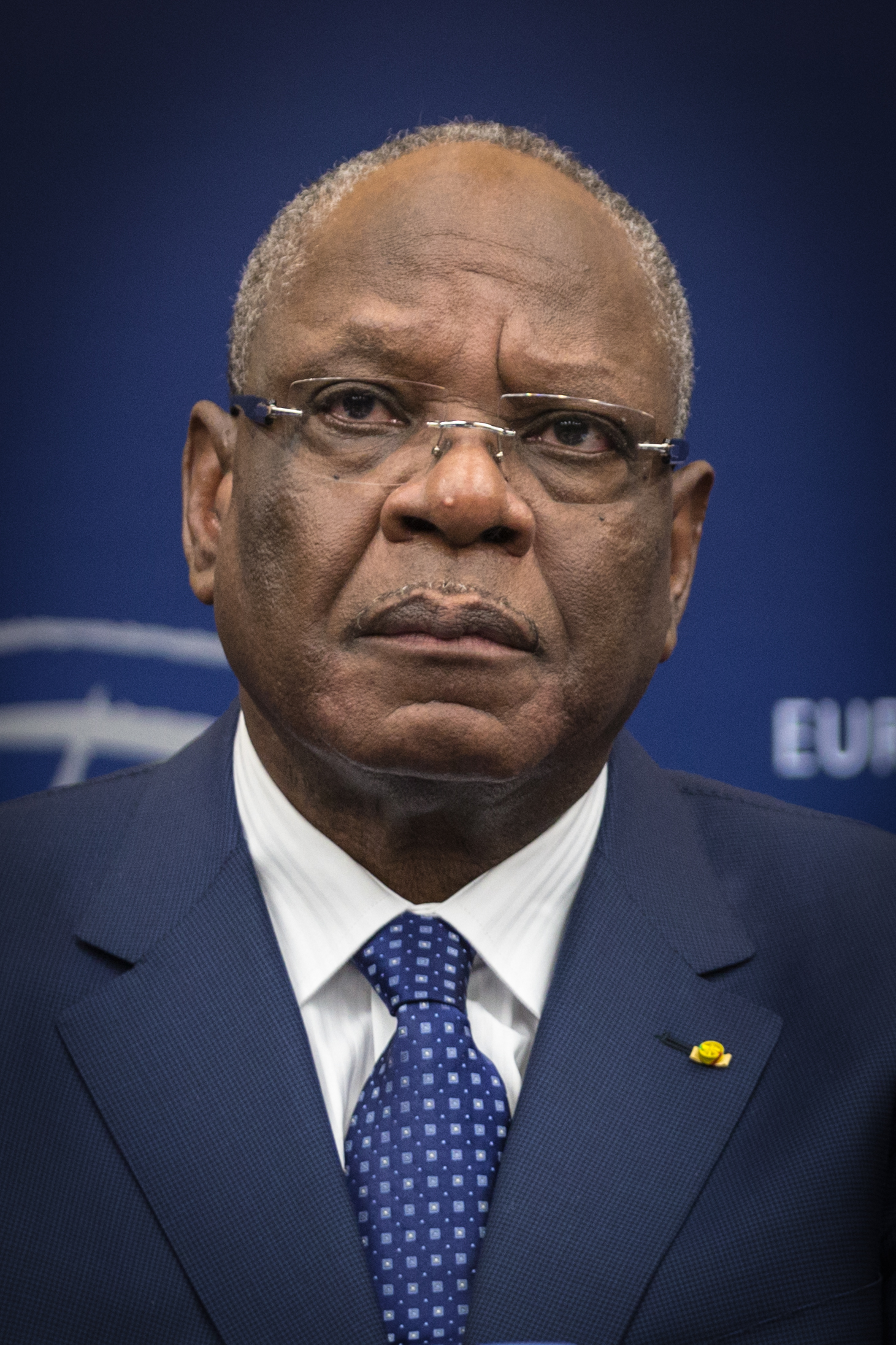
Ibrahim Boubacar Keïta werd met 67% van de stemmen tot president gekozen

De Presidentsverkiezingen in Mali van 2018 werden op 29 juli (eerste ronde) en 12 augustus (tweede ronde) gehouden. Bij de eerste ronde slaagde geen van de kandidaten erin om een meerderheid van stemmen te verkrijgen. De twee kandidaten met de meeste stemmen, zittend president Ibrahim Boubacar Keïta (RPM) en Soumaïla Cissé (URD) plaatsen zich voor de beslissende tweede ronde die werd gewonnen door Keïta met 67% van de stemmen. De interesse bij de bevolking voor de verkiezingen bleek beperkt, slechts 34 procent bracht een stem uit in de tweede ronde.

## Uitslag

### Presidentsverkiezingen
| Kandidaat                         | Kandidaat                         | Partij                                    | Stemmen (1e ronde) | % (1e ronde) | Stemmen (2e ronde) | % (2e ronde) |
| --------------------------------- | --------------------------------- | ----------------------------------------- | ------------------ | ------------ | ------------------ | ------------ |
|                                   | Ibrahim Boubacar Keïta            | Rassemblement pour le Mali                | 1.331.132          | 41,70        | 1.791.926          | 67,16        |
|                                   | Soumaïla Cissé                    | Union pour la république et la démocratie | 567.679            | 17,78        | 876.124            | 32,84        |
| Overige kandidaten                | Overige kandidaten                | Overige kandidaten                        | 1.293.338          | 40,52        |                    |              |
| Totaal                            | Totaal                            | Totaal                                    | 3.192.149          | 100,00       | 2.668.050          | 100,00       |
|                                   |                                   |                                           |                    |              |                    |              |
| Geldige stemmen                   | Geldige stemmen                   | Geldige stemmen                           | 3.192.149          | 93,44        | 2.668.050          | 96,89        |
| Ongeldige stemmen/ blanco stemmen | Ongeldige stemmen/ blanco stemmen | Ongeldige stemmen/ blanco stemmen         | 224.069            | 6,56         | 85.648             | 3,11         |
| Totaal aantal stemmen             | Totaal aantal stemmen             | Totaal aantal stemmen                     | 3.416.218          | 100,00       | 2.753.698          | 100,00       |
| Geregistreerde kiezers/ Opkomst   | Geregistreerde kiezers/ Opkomst   | Geregistreerde kiezers/ Opkomst           | 8.000.462          | 42,70        | 8.000.462          | 34,42        |
| Bron: Cour Constitionnelle        |                                   |                                           |                    |              |                    |              |